# Magma Geopark
Il Magma Geopark è un geoparco in Norvegia; nel 2010 ha ottenuto l'ingresso tra i Geoparchi mondiali UNESCO.
I Geoparchi dell'UNESCO sono territori di riconosciuto interesse scientifico- geologico internazionale, sono impegnati per uno sviluppo sostenibile delle comunità che abitano il territorio attraverso azioni di educazione e turismo "verde" e sono impegnati nella diffusione di buone pratiche per mitigare i cambiamenti climatici ed accrescere resilienza verso i fenomeni di dissesto idrogeologico.
Magma Geopark copre un'area di 2329 km² ed è caratterizzato dalla più grande intrusione stratigrafica individuate in Europa; è situato a sud ovest della Norvegia e comprende i comuni di Bjerkreim, Eigersund, Flekkefjord, Lund and Sokndal.
1,5 miliardi di anni fa, la regione del Magma Geopark era caratterizzata da magma bollente e montagne molto elevate, che si sono erose e poi modellate durante le differenti ere glaciali lasciando il tipico paesaggio post-glaciale che caratterizza oggi il territorio. Nell'area la tipologia di roccia più diffusa è l'anortosite: pietra più comune sulla luna che sulla superficie terrestre, per questo visitare Magma è un po' come camminare sulla luna. 
Numerose attrazioni sono presenti nel territorio del Magma Geopark dal punto di vista naturalistico e culturale. L'area è caratterizzata da un'ampia rete di percorsi e attrezzature per le attività outdoor come: hiking, percorsi ciclabili, climbing e kayaking.